# Aradus carolinensis
Aradus carolinensis är en insektsart som beskrevs av Nicholas A. Kormilev 1964. Aradus carolinensis ingår i släktet Aradus och familjen barkskinnbaggar. Inga underarter finns listade i Catalogue of Life.